# خیمه (فن)
خیمه یا خیمهٔ سنگین (به انگلیسی: Sprawl) یک اصطلاح در هنرهای رزمی و کشتی برای یک تکنیک دفاعی است که به عنوان «بدل»، در پاسخ به تلاش حریف برای زیرگیری، اکثراً مقابل یک خم و دو خم، اجرا می‌شود. خیمه با حرکت دادن پاها به سمت عقب انجام می‌شود، به طوری که مدافع خود را بر روی پشت حریفی که در حال تلاش برای گرفتن پای اوست، پهن می‌کند.
در حالت ایده‌آل، ورزشکار مدافع هنگام خیمه زدن بایستی پاهای خود را دور کند و تا حد امکان اکستنشن ایمن لگن ایجاد کند و زانوهای خود را از زمین دور نگه دارد. مدافع پس از اجرای خیمه می‌تواند کارهای مختلفی کند؛ من‌جمله رها کردن پای خود به صورت کامل، تلاش برای به دست آوردن اهرم در قسمت پایین کمر حریف، قلاب کردن دستان زیر آرنج، محکم گرفتن و داشتن سر و گردن حریف، گرفتن مچ پاهای حریف و تلاش برای دور زدن او به هدف خاک کردن حریف. طی یک خیمهٔ سنگین، دور نگه داشتن زانوهای مدافع از زمین باعث ایجاد فشار بیشتر بر روی حریف می‌شود.
در هنرهای رزمی ترکیبی، خیمه زدن جنبه مهمی از استراتژی خیمه و رکبی است. بسیاری از کشتی‌گیران در گونه‌های ورزشی مختلف و سبک‌شناسان هنرهای رزمی ترکیبی نیز از این فن استفاده می‌کنند.
خیمه همچنین در برخی از اشکال ورزش استفاده می‌شود و معمولاً با برپی اشتباه گرفته می‌شود. خیمه به‌طور کلی به عنوان یک حرکت ورزشی مضر و بد برای کمر در نظر گرفته می‌شود، اما این باور عمومی صحیح نیست زیرا خیمه زمانی که به درستی توسط ورزشکارانی که دارای شرایط و انعطاف‌پذیری باشند انجام شود، به همان اندازه ایمن است که برپی برای بدن ورزشکار مفید است. نکته مهم ایجاد اکستنشن لگن به جای قوس دادن به پشت است. اکستنشن مناسب باسن در اثر فشردن باسن ایجاد می‌شود، این به نوبه خود لگن را که دنبالهٔ ستون فقرات است، به عقب می‌کشد.